# Gemma Frisio
Rainer Gemma Frisio, noto anche come Jemme Reinerszoon Frisius (Dokkum, 9 dicembre 1508 – Lovanio, 25 maggio 1555), è stato un matematico e cartografo olandese.

## Biografia
Matematico e cosmografo di origine fiamminga, insegnò matematica e medicina all'Università di Lovanio. Applicò le sue conoscenze matematiche all'astronomia, alla geografia e alla costruzione di mappe. A lui risale la più antica trattazione dei principi della triangolazione. Animò un centro di fabbricazione di strumenti costruiti secondo le sue indicazioni. Il nipote, Gualterus Arsenius (? - c. 1580), fu un noto costruttore di strumenti scientifici.

## Opere

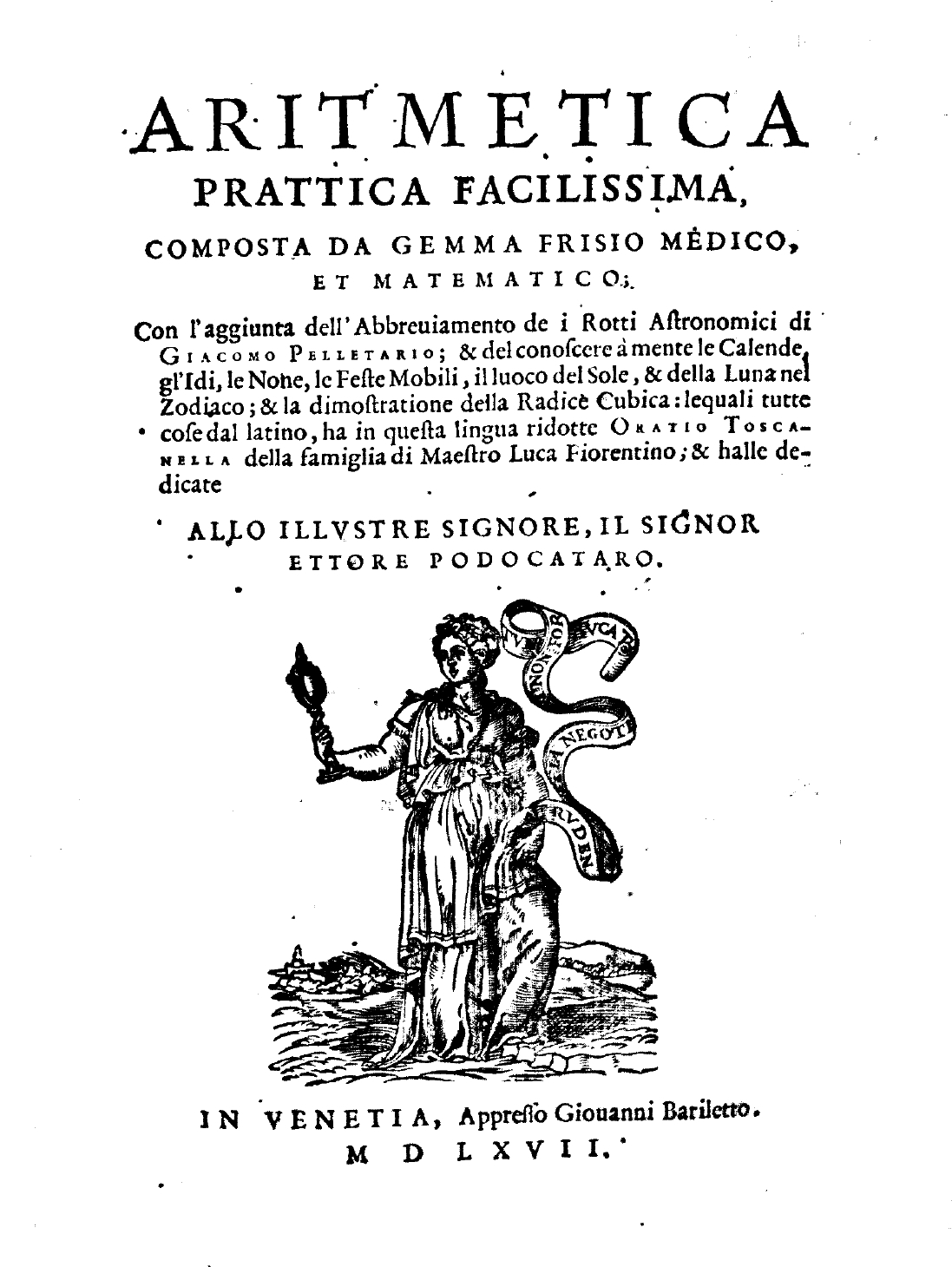
Aritmetica prattica facilissima, 1567

- (LA) Rainer Gemma Frisius, De principiis astronomiae et cosmographiae, Parisiis, sub Bibliis aureis apud Thomam Richardum, 1547. URL consultato il 13 giugno 2015.

- Rainer Gemma Frisius, Arithmeticae practicae methodus facilis [ita], In Venetia, Giovanni Bariletti, 1567. URL consultato il 13 giugno 2015.